# Max-Planck-Institut für Verhaltensphysiologie
Das Max-Planck-Institut für Verhaltensphysiologie war ein  Forschungsinstitut der Max-Planck-Gesellschaft, das 1958 an seinem Standort in Seewiesen (Landkreis Starnberg, Oberbayern) offiziell eingeweiht wurde. Den Ortsnamen „Seewiesen“ für das entstandene kleine Forscherdorf am Eßsee wählten die beiden Gründungsdirektoren, Erich von Holst und Konrad Lorenz, als geländebeschreibende Adresse.
Im November 1997 beschloss der Senat der Max-Planck-Gesellschaft, mit der Emeritierung des letzten Direktors, Wolfgang Wickler, das Institut zum 30. November 1999 zu schließen. Um die ortsansässige ornithologische Forschung fortzuführen, wurde übergangsweise die „Max-Planck-Forschungsstelle für Ornithologie“ gegründet, die im März 2004 zum Max-Planck-Institut für Ornithologie aufgewertet wurde. Seit Januar 2022 gehört das Gelände am Eßsee als „Campus Seewiesen“ zum Max-Planck-Institut für biologische Intelligenz.

## Geschichtlicher Hintergrund
Die ersten Pläne zur Gründung eines deutschen Forschungsinstituts für Ethologie entstanden, als Konrad Lorenz im Februar 1936 nach einem Vortrag im Harnack-Haus in Berlin erstmals mit Erich von Holst zusammentraf.

### Erste Pläne
Im Gespräch über das Vorgetragene erkannten beide schnell, dass sie – wenn auch mit recht unterschiedlicher Methodik – vermutlich nahe verwandte Vorgänge im Zentralnervensystem untersuchten. Während Lorenz sich zur Aufgabe gemacht hatte, am unversehrten, möglichst natürlich gehaltenen Tier spontan auftretende Bewegungsweisen und deren ererbte Gesetzmäßigkeiten zu studieren, analysierte von Holst zu jener Zeit koordinierte Bewegungen, die vom isolierten Nervensystem nach Ausschaltung der afferenten Bahnen ausgelöst werden.
Die Ergebnisse beider Forschungsrichtungen konnten – im Widerspruch zur damals in Deutschland weithin akzeptierten Reflexkettentheorie und dank eines völlig anderen Verständnisses von Verhalten als im Behaviorismus üblich – als ein System von Impulsmustern gedeutet werden, die in den Nervenzellen spontan entstehen und auch ohne Reiz von außen zu häufig komplizierten Instinktbewegungen führen.
Einer von Konrad Lorenz häufig wiederholten Anekdote zufolge saß der damals 25-jährige Erich von Holst bei jenem Vortrag am 17. Februar 1936 zufällig neben seiner Ehefrau Margarete Lorenz. Frau Lorenz konnte ihrem Mann daher davon berichten, ihr unbekannter Nachbar habe sich während des Vortrags nach anfänglicher Zustimmung schließlich immer wieder an den Kopf gegriffen und „Idiot“ gemurmelt, nachdem Lorenz seine Verhaltensbeobachtungen mit einer Aufeinanderfolge von Reflexen zu erklären versuchte. Angeblich habe von Holst nach dem Vortrag zehn Minuten benötigt, Lorenz von der „Idiotie“ der Reflexkettentheorie zu überzeugen – diese zehn Minuten waren für Konrad Lorenz der gleichsam mythologische Beginn des Faches Ethologie in Deutschland.

### Zu Gast im Wasserschloss
1948 erhielt Erich von Holst eine Abteilung im Max-Planck-Institut für Meeresbiologie in Wilhelmshaven, für Konrad Lorenz wurde 1951 eine Außenstelle dieses Instituts im Wasserschloss von Baron Gisbert Friedrich Christian von Romberg in Buldern (Westfalen) eingerichtet; William Thorpe und Nikolaas Tinbergen hatten damals für Lorenz eine Professur an die Universität Bristol vorbereitet, und die Max-Planck-Gesellschaft konterte dieses Angebot nun mit einer eigenen Forschungsstelle. Während von Holst in Wilhelmshaven die Sinnesphysiologie und das Verhalten von Fischen untersuchte, wurden die Teiche von Schloss Buldern zur Geburtsstätte einer Gänsekolonie, durch die Konrad Lorenz international bekannt wurde. Die Nachkommen dieser Kolonie zogen mehrfach mit Konrad Lorenz um und blieben ihm bis zu seinem Tod auch räumlich nahe.
Dieser „Forschungsstelle für Vergleichende Verhaltensforschung“ (bekannt auch als „Abteilung Lorenz“) war jedoch nur ein kurzes Dasein vergönnt, da nach dem frühen Tod des großzügigen Hausherrn Gisbert von Romberg im Juni 1952 dessen Erbe vor allem an der Jagd interessiert war und dies mit den verhaltenskundlichen Feldstudien der Max-Planck-Forscher nicht eben harmonierte.
Gleichwohl verfügte Konrad Lorenz in Buldern erstmals in seiner Karriere über adäquate und ausreichende Arbeitsmöglichkeiten für sich und seine Mitarbeiter, bedeutete seine leitende Stelle in der Max-Planck-Gesellschaft doch, dass er das volle Gehalt eines Universitätsprofessors bezog und sich seine Mitarbeiter frei aussuchen konnte: Endlich konnte er seinen bis dahin unbezahlten Mitarbeitern Irenäus Eibl-Eibesfeldt, Wolfgang Schleidt, Ilse und Heinz Prechtl eine bezahlte Anstellung bieten.

### Die Anfänge in Seewiesen
Die eskalierenden Streitigkeiten mit dem neuen Hausherrn von Schloss Buldern und der naheliegende Gedanke, die thematisch eng benachbarten Forschungen an Fischen und Gänsen auch räumlich zusammenzulegen, führten letztlich am 1. April 1954 zum Beschluss des Senats der Max-Planck-Gesellschaft, ein neues Institut für „Verhaltensphysiologie“ aufzubauen. Baubeginn war im Februar 1956 in Oberbayern auf freier Flur am kleinen, abgelegenen Eßsee, ca. 30 km südwestlich von München. Den Standort hatten Konrad Lorenz und Erich von Holst festgelegt, nachdem sie mehr als ein Dutzend Seen in Oberbayern erkundet hatten; für Lorenz war insbesondere die Eignung für seine Gänseforschung ausschlaggebend für die Standortwahl. Die Namensgebung war zumindest in Bezug auf die Arbeiten von Lorenz „irreführend“, wie dieser 1971 selber einräumte, denn seine ethologischen Studien hatten „mit Physiologie so gut wie nichts zu tun.“

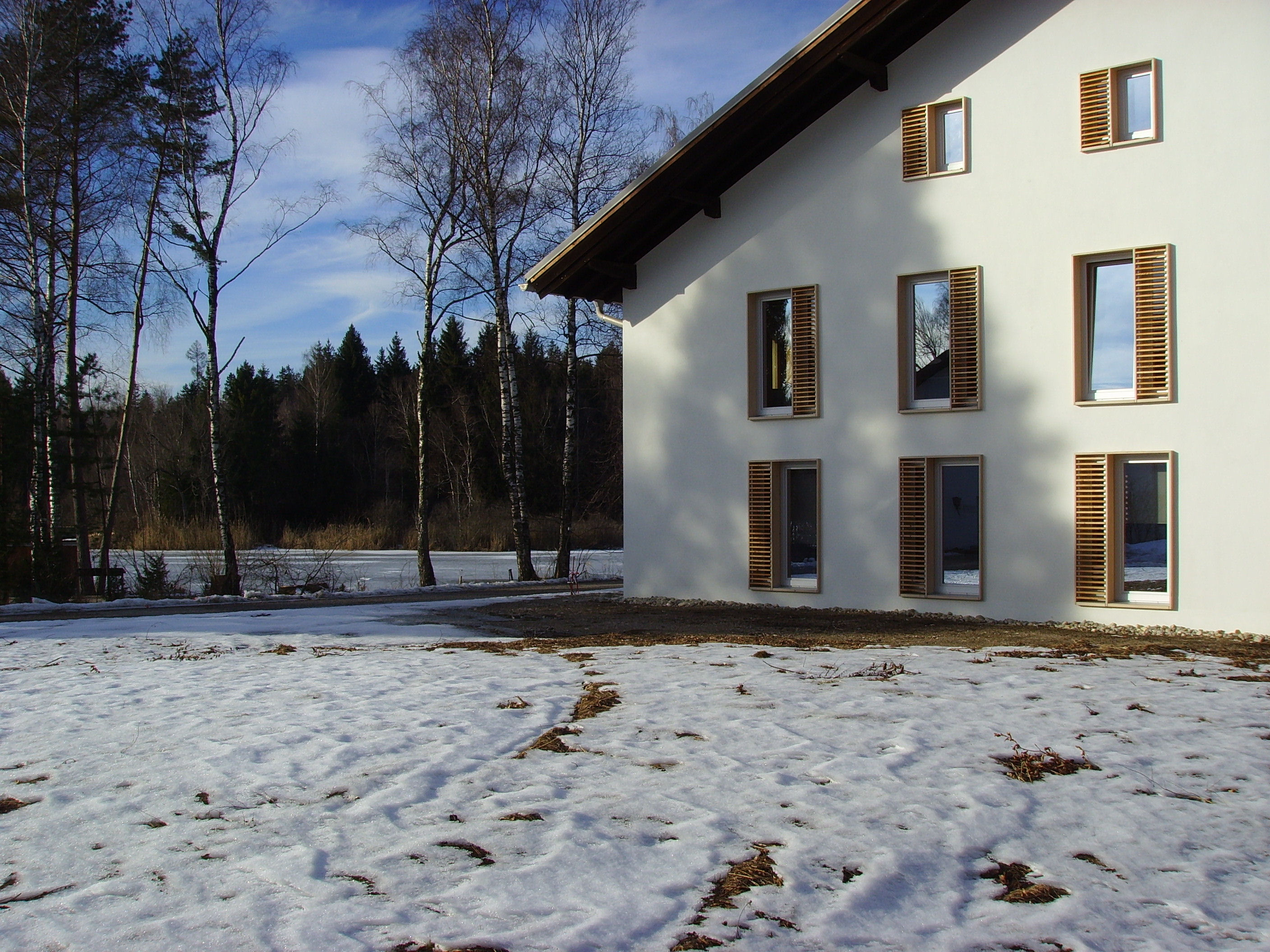
Eines der Institutsgebäude

Noch während des Baus der Gebäude wurden dem Institut zwei weitere Forschungsgebiete angegliedert: zum einen die Arbeitsgruppe von Gustav Kramer, zum anderen die von Jürgen Aschoff. Gustav Kramer hatte seit 1948 eine Abteilung am Max-Planck-Institut für Meeresbiologie in Wilhelmshaven geleitet und entdeckt, dass Zugvögel die Sonne als Kompass nutzen; er schloss hieraus, dass eine solche Fähigkeit den Besitz einer „inneren Uhr“ zur Voraussetzung haben müsse. Als Grundlage dieser Uhr kamen tagesperiodische Rhythmen in Betracht, wie sie bei diversen Organismen schon lange bekannt waren. Mit solchen Prozessen beschäftigte sich Jürgen Aschoff am Max-Planck-Institut für medizinische Forschung in Heidelberg, und Kramer wünschte sich daher die Zusammenarbeit mit Aschoff, als er zum Anschluss an das entstehende Seewiesener Institut aufgefordert wurde. Der Senat der Max-Planck-Gesellschaft beschloss die Einrichtung von Abteilungen für beide Forscher zum 1. April 1958. Bevor die geplante Kooperation richtig begonnen hatte, stürzte Gustav Kramer jedoch am 19. April 1959 auf der Suche nach Wildtauben-Eiern beim Klettern zu Tode. Daraufhin wurde für Jürgen Aschoff in Erling-Andechs, sechs Kilometer von Seewiesen entfernt, ein größeres Anwesen erworben, wo er sich weiterhin den biologischen Rhythmen von Tier und Mensch widmete, insbesondere der Tages- und Jahresperiodik von Verhaltensweisen. Als Leiter der vormaligen Abteilung Kramer wurde im Dezember 1960 Horst Mittelstaedt berufen, ein langjähriger Mitarbeiter Erich von Holsts, der sich mit der regeltechnischen Analyse komplizierter Orientierungsweisen und Instinktbewegungen beschäftigte.
Am 16. September 1958 wurde das Max-Planck-Institut für Verhaltensphysiologie durch den Nobelpreisträger Otto Hahn eingeweiht.

## Forschungsthemen (Auswahl)
Zur Vielfalt der während der mehr als 40 Jahre seiner Existenz in Seewiesen tätigen Forscher und deren Spezialgebieten gehörten:
- Jürgen Aschoff: biologische Rhythmen bei Tier und Mensch, insbesondere Tages- und Jahresperiodik der Zugvögel; Energiehaushalt und Temperaturregulation
- Irenäus Eibl-Eibesfeldt: Humanethologie; stammesgeschichtliche Anpassungen im Verhalten des Menschen; kulturenvergleichende Dokumentation von sozialen Interaktionen; Aggressionsforschung; Analyse der Kommunikation in Kindergartengruppen
- Eberhard Gwinner: biologische Rhythmen und Vogelzug
- Erich von Holst: Zentralnervensystem und Sinnesorgane bei Fischen
- Franz Huber: Neuroethologie; nervöse Grundlagen des Verhaltens von Grillen und Heuschrecken, speziell bei der Lauterzeugung
- Karl-Ernst Kaißling: Umwandlung von Reizen in Erregung bei Riechzellen
- Gustav Kramer: Navigation bei Vögeln
- Paul Leyhausen: Erforschung des Verhaltensrepertoires von Katzen und deren Antriebssystemen
- Konrad Lorenz: Dokumentation des Verhaltensrepertoires von Graugänsen
- Horst Mittelstaedt: Prinzipien und Mechanismen der Nachrichtenverarbeitung im Organismus, kybernetische Verhaltensanalyse
- Wolfgang Schleidt: Gehörphysiologie, Bioakustik und Kommunikationsforschung (Feinderkennung bei Entenvögeln)
- Dietrich Schneider: Physiologie, Biochemie und Biophysik des Geruchssinns von Insekten, Feinstruktur von Sinnesorganen, Biosynthese von Pheromonen und chemische Kommunikation
- Hermann Schöne: Raumorientierung und Schweresinn bei Krebstieren
- Wolfgang Wickler: Sozialverhalten und Kommunikation zwischen Tieren und dessen Entstehen im Verlauf der Evolution; Biologie des Vogels einschl. Vogelzugforschung

## Belege
1. 1 2  Generalverwaltung der Max-Planck-Gesellschaft (Hrsg.): Max-Planck-Institut für Verhaltensphysiologie. In: Max-Planck-Gesellschaft – Berichte und Mitteilungen. Nr. 4/78, München 1978.
2. ↑  Klaus Taschwer und Benedikt Föger: Konrad Lorenz. Biographie. Zsolnay, Wien 2003, ISBN 3-552-05282-8, S. 179.
3. ↑  Archiv zur Geschichte der Max-Planck-Gesellschaft: Max-Planck-Institut für Verhaltensphysiologie. (Memento vom 28. Dezember 2014 im Internet Archive) Im Original publiziert auf dem Webserver der Max-Planck-Gesellschaft.